# Bichon à poil frisé

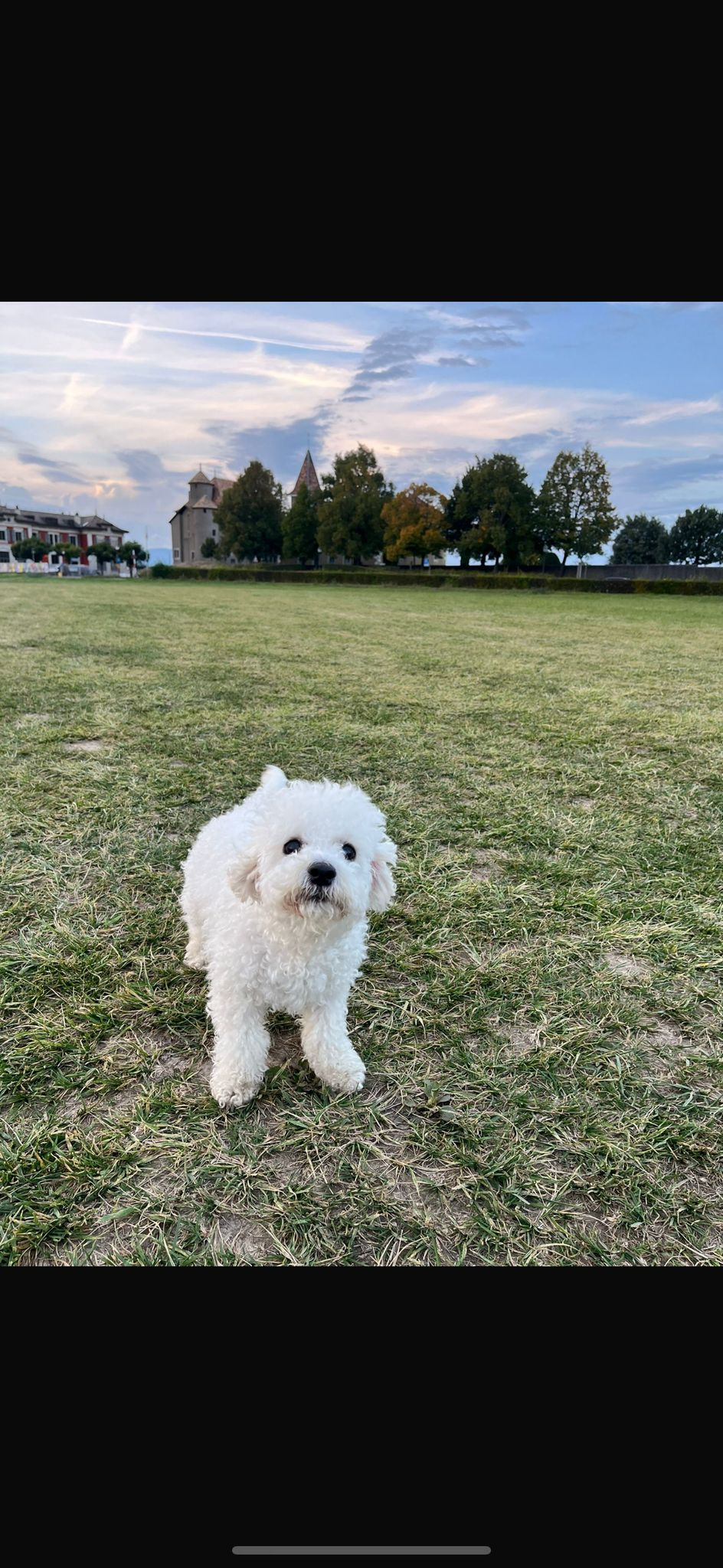
Blanc - Bichon frisé

Le Bichon à poil frisé ou plus simplement le bichon frisé, autrefois appelé Tenerife, est un petit chien de compagnie à poil blanc, réputé pour sa sociabilité, son allure et sa bouille sympathique.

## Histoire

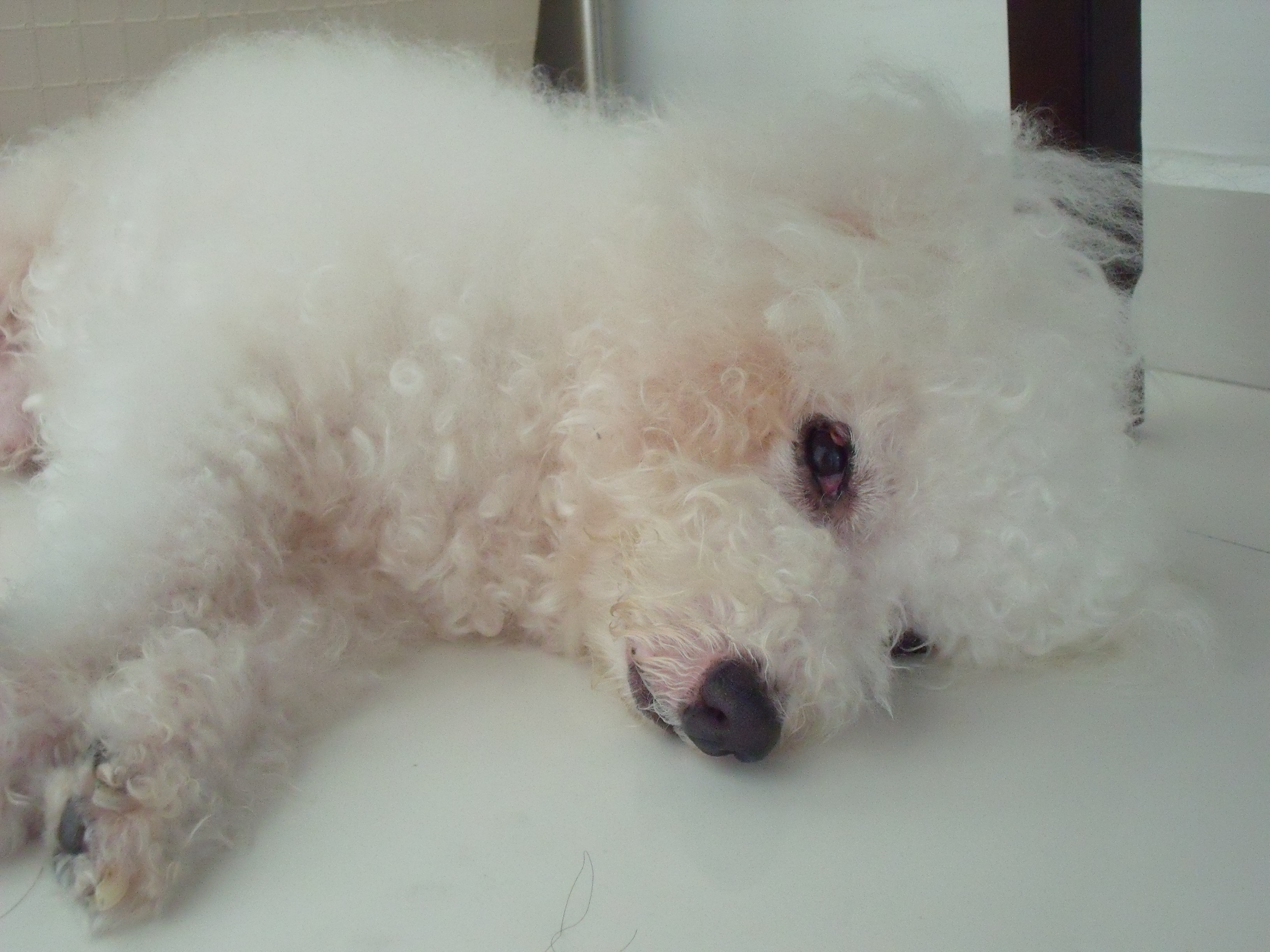
Bichon frisé en train de s'endormir.

Le bichon frisé est une race ancienne. Elle est présente de fait sur les côtes de la Méditerranée dès le XIVe siècle, utilisée pour chasser les rongeurs des cales des bateaux, et durant la Renaissance italienne. Ce type de chien serait issu du croisement entre le bichon maltais avec d’autres petits chiens dont principalement le caniche et le barbet, chien de chasse à l’eau également ancêtre  du caniche.
Connu depuis le  XIVe siècle, dans le bassin méditerranéen, il fut au cours de ce siècle introduit aux îles Canaries. Cet épisode lui valut de se faire appeler « Ténériffe », du nom de l'une des principales îles de cet archipel, abritant la capitale Santa Cruz. Il conserve ce nom très longtemps, jusqu'au début du XXIe siècle.
La race est introduite en France au XVIe siècle sous le règne de François Ier, qui fait de ces chiens des compagnons favoris,, ainsi que sous le règne d’Henri III, le souverain lui-même appréciant ce type de petit chien de compagnie.
C’est au cours de ce siècle, lors de l’occupation des Flandres par les espagnols, que le bichon frisé s’implante en Belgique.
Au cours des XVIIe et XVIIIe siècles, il est adulé  des Grands de ce monde et on le trouve dans tous les salons de France en compagnie des dames et des seigneurs du royaume. Madame de Pompadour, notamment, en possède plusieurs. Sa notoriété est telle que le peintre Jean-Honoré Fragonard (1732-1806) le représente dans l’un de ses tableaux, ainsi que Francisco de Goya, qui le fait apparaître dans plusieurs de ses œuvres,.
Au début du XIXe siècle, alors qu’il connaît en France un petit passage vide, il jouit d’un vif succès en Espagne. On le retrouve dans toutes les cours accompagnant la plupart des notables ibériques. Dans l’hexagone, il redevient à la mode dans la seconde moitié du XIXe siècle, sous Napoléon III . Jusqu’au  début du XXe siècle, il reste le compagnon de l’aristocratie avant de se démocratiser et de devenir très prisé de la population tout entière.
C’est ainsi qu’à la Belle époque, on commence à voir le bichon frisé courant dans les rues,
Occupé a diverse tâches. Il n’était pas rare de le rencontrer en compagnie des joueurs d’orgue de Barbarie ou encore aux côtés des handicapés. Jusqu'à la grande Guerre, il était très répandu et apprécié de toutes les populations. Comme pour beaucoup d’autres races, le premier conflit mondial lui porte un rude coup et dans l’entre-deux-guerres, les élevages disparaissent pratiquement. Devant un tel désastre, un éleveur belge décide dans les années 1920 de mettre toute son énergie et tout son talent pour sauver la race. Le pari est tenu et le bichon frisé est une race reconnue par la France en 1933. Après un deuxième coup rude porté par la Seconde Guerre mondiale, il renaît à nouveau  et connaît dès le milieu du XXe siècle un nouvel essor. En 1959/1960,, la Fédération cynologique  internationale (FCI) lui confère comme origines la Belgique et la France,. Le bichon frisé connaît un véritable regain de popularité depuis les années 1970.
Aux États-Unis, le Club du bichon frisé est créé en 1964 et la race est reconnue par le Kennel Club en 1973.

## Description
Il mesure, qu'il soit mâle ou femelle, entre 25 et 30 cm de haut. Le corps est rectangulaire, plus long que haut. Le poids va généralement de 2,5 à 5 kg,. Il a une allure vive et un port de tête fier. Le stop est peu marqué. La truffe est noire, ronde et luisante. Les yeux sont arrondis, sombres et vifs et sint bordés de paupières foncées. Les oreilles tombent en avant et sont garnies de poils frisés et longs. La queue est portée recourbée sans être enroulée ou écourtée,. Le poil est blanc, frisé, et abondant, en tire-bouchon, long de 7 à 10 cm environ.

## Caractère et comportement

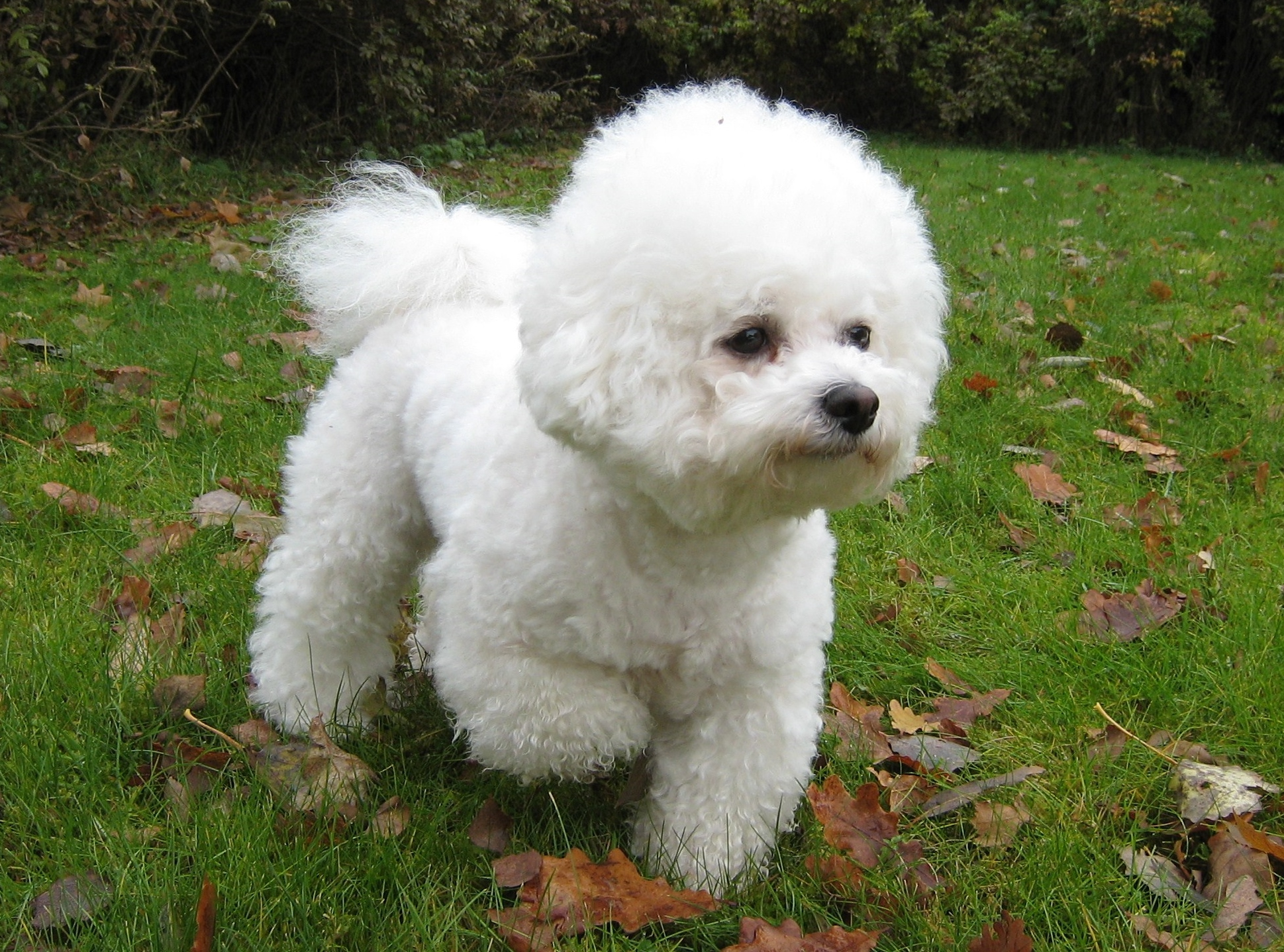
Bichon frisé trottant.

Par nature chien de compagnie, le bichon frisé est réputé sociable, accueillant ses maîtres des démonstrations de joie. Il est joueur avec les enfants, et doux avec les personnes âgées. Il est à l’aise dans un appartement ou dans un jardin. Il est capable de s’adapter à toutes les situations et apprécie d'accompagner les humains dans leurs différents déplacements.  C’est un chien également sociable avec les autres animaux. Le bichon frisé est un mauvais gardien, mais peut alerter sur la présence d'un inconnu.
Il adore jouer, mais il peut être difficile (non impossible) de lui apprendre des tours de par son côté sûr de lui et un peu indépendant[réf. nécessaire]. C'est un chien qui aime avoir de l'attention, la solitude le rend malheureux . Il faut beaucoup de patience pour l'habituer à son environnement. Il est souvent en demande de câlins. Par contre, c'est un chien jappeur. Quand il est un jeune chiot, il préfère rester avec des enfants (même adulte généralement). Le bichon frisé est un chien souvent enjoué et content. 

## Toilettage
Malgré son poil blanc abondant, il demande assez peu d'entretien. Un brossage permet au pelage d'être démêlé, son poil est fin mais difficile à démêler s'il comporte des nœuds. Le bichon frisé est une race hypoallergénique ne perdant pas ses poils[réf. nécessaire]. Du fait de la forme presque circulaire de son œil et de sa paupière, les larmes oxydent le pelage sous les yeux si cette zone n'est pas régulièrement nettoyée. Le poil étant blanc, la région autour de la gueule peut devenir également oxydée. 
Il faut également apporter un soin particulier à ses oreilles, et éviter que des poils ne poussent à l'intérieur, ce qui peut générer de l'humidité et des otites. Les poils du conduit auditifs peuvent facilement se retirer avec une pince à épiler.

## Santé
Malgré son apparence fragile, le bichon frisé est généralement un chien en bonne santé. L'espérance de vie est de 12 à 15 ans.
La race est sujette à des cataractes génétiquement héritées, qui surviennent généralement entre l'âge de 2 et de 8 ans. La transmission est autosomique récessive. Ces cataractes sont caractérisées par un décollement de rétine chez les chiens élevés aux États-Unis, complication qui ne survient pas chez les chiens d'origine britannique.
Une dyskinésie a été documentée chez un chien adulte de cette race, et une alopécie congénitale l'a été chez un chiot.